# 1706
1706 (MDCCVI) byl rok, který dle gregoriánského kalendáře započal pátkem.

## Události
- 15. ledna – V bitvě u Grodna se střetla ruská a švédská armáda.
- 13. února – V bitvě u Fraustadtu zvítězila švédská armáda nad saskou, ruskou a polskou.
- 12. května – V Praze a západních Čechách lidé pozorovali úplné zatmění Slunce.
- 23. května – V bitvě u Ramillies zvítězila  anglicko-holandsko-dánská armáda nad francouzsko-španělsko-bavorskou.
- 7. září – Tříměsíční bitva u Turína skončila vítězstvím rakousko-savojsko-pruské armády nad francouzsko-španělskou armádou.
- 26. října – války o španělské dědictví: Evžen Savojský ovládl Milán
- 5. listopadu – první vydání Dublin Gazette

### Probíhající události
- 1700–1721 – Severní válka
- 1701–1714 – Válka o španělské dědictví

## Narození

### Česko
- 2. února – Gottfried Fritsch, sochař a štukatér († 6. října 1750)
- 26. února – Jan Antonín Vocásek, český barokní malíř († 26. června 1757)
- 20. září – František Václav Habermann, hudební skladatel a pedagog († 7. dubna 1783)
- neznámé datum – Jan Antonín Votápek z Ritterwaldu, táborský rychtář († 25. srpna 1782)

### Svět

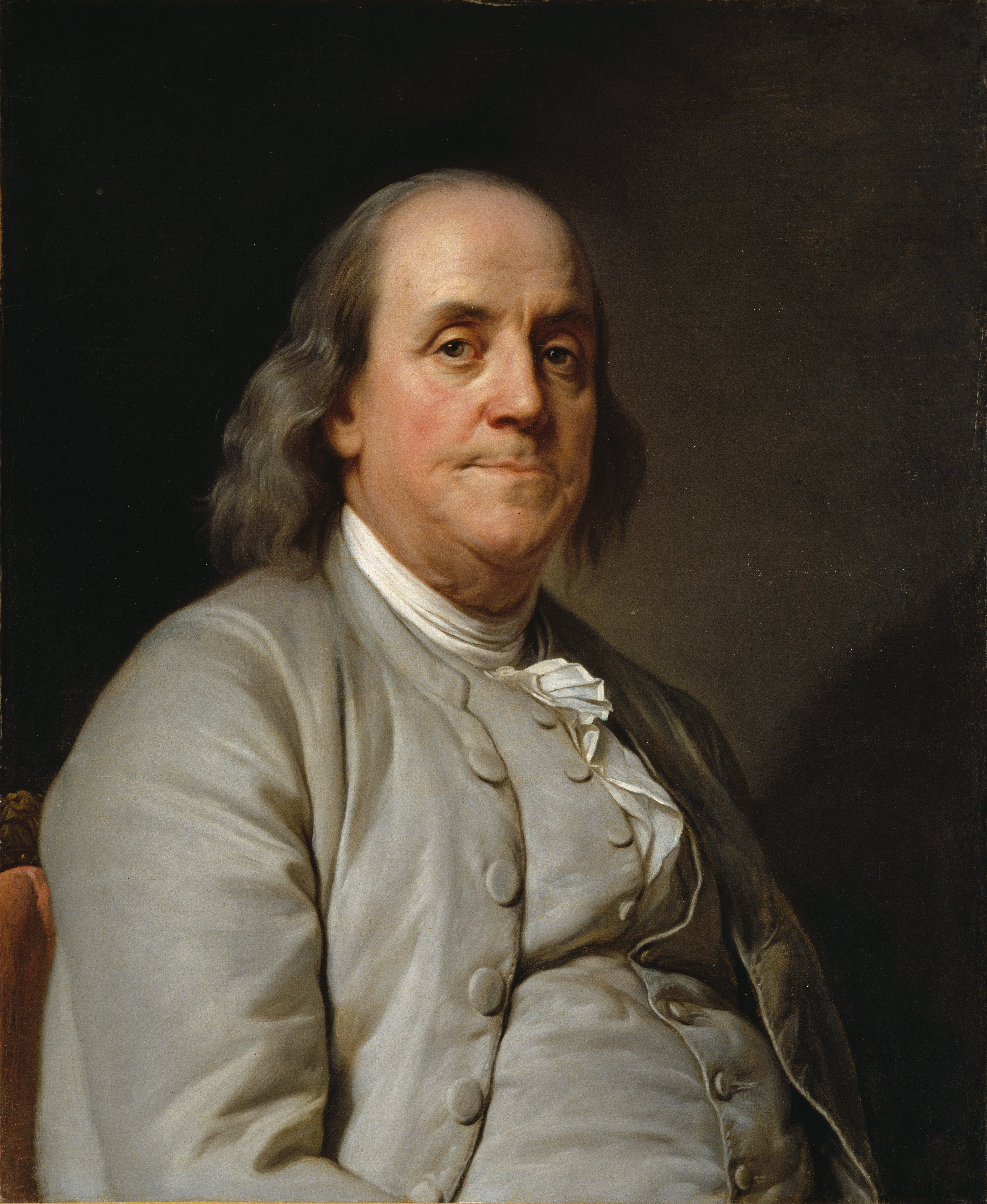
Benjamin Franklin (* 17. ledna)

- 17. ledna – Benjamin Franklin, americký politik a vědec († 17. dubna 1790)
- 28. ledna – John Baskerville, anglický typograf a tiskař († 8. ledna 1775)
- 2. dubna – Johann Joseph Würth, rakouský stříbrník, autor náhrobku sv. Jana Nepomuckého († 30. září 1767)
- 24. dubna – Giovanni Battista Martini, italský mnich, skladatel, hudební teoretik a učenec († 3. srpna 1784)
- 11. srpna – Marie Augusta Thurn-Taxis, vévodkyně württemberská († 1. února 1756)
- 16. srpna – Florian Josef Bahr, německý kněz a misionář v Číně († 7. června 1771)
- 20. srpna – Johann Baptist von Thurn und Taxis, německý říšský hrabě († 3. června 1762)
- 6. října – Šarlota Amálie Dánská, dánská princezna († 28. října 1782)
- 18. října – Baldassare Galuppi, italský skladatel († 3. ledna 1785)
- 7. listopadu – Carlo Cecere, italský hudební skladatel († 15. února 1761)
- 22. listopadu – Charles Spencer, 3. vévoda z Marlborough, britský vojevůdce a šlechtic († 20. října 1758)
- 26. listopadu – Karel August Šlesvicko-Holštýnsko-Gottorpský, německý protestantský biskup († 31. května 1727)
- 17. prosince – Émilie du Châtelet, francouzská matematička, fyzička a filozofka († 10. září 1749)
- neznámé datum
  - Anton Schmidt, rakouský malíř († 30. ledna 1773)
  - Marie Walpole, druhá manželka britského předsedy vlády Roberta Walpola († 4. června 1738)

## Úmrtí

### Česko
- 15. června – Ferdinand Bonaventura z Harrachu, diplomat (* 14. července 1636)

### Svět
- 27. února – John Evelyn, anglický přírodovědec a spisovatel (* 31. října 1620)
- 9. března – Johann Pachelbel, německý varhaník a hudební skladatel (pokřtěn 1. září 1653)
- 3. dubna – Ferdinand II. Hohenstein, polský šlechtic a baron (* 1681/82)
- 23. dubna – Vilemína Ernestina Dánská, dcera dánského a norského krále Frederika III., falcká kurfiřtka (20. června 1650)
- 2. května – Georg Joseph Kamel, český jezuitský misionář, lékárník a botanik (* 21. dubna 1661)
- 16. května – Christian Röhrensee, německý politolog a mravouk (* 24. října 1641)
- 26. srpna – Michael Willmann, německý barokní malíř (* 27. září 1630)
- 9. září – Ferdinand de Marsin, francouzský generál a diplomat (* 10. února 1656)
- 21. září – Klara Žižić, chorvatská římskokatolická řeholnice (* 1626)
- 15. listopadu – Cchangjang Gjamccho, 6. tibetský dalajlama (* 1683)
- 9. prosince – Petr II. Portugalský, portugalský král (* 26. dubna 1648)
- 28. prosince – Pierre Bayle, francouzský filosof (* 16. listopadu 1647)

## Hlavy států
- Anglie – Anna Stuartovna (1702–1714)
- Dánsko-Norsko – Frederik IV. (1699–1730)
- Francie – Ludvík XIV. (1643–1715)
- Habsburská monarchie – Josef I. (1705–1711)
- Osmanská říše – Ahmed III. (1703–1730)
- Polsko – Stanislav I. Leszczyński (1704–1709)
- Portugalsko – Petr II. (1683–1706) / Jan V. (1706–1750)
- Prusko – Fridrich I. (1688–1713)
- Rusko – Petr I. (1682–1725)
- Španělsko – Filip V. (1700–1724)
- Švédsko – Karel XII. (1697–1718)
- Papež – Klement XI. (1700–1721)
- Japonsko – Higašijama (1687–1709)
- Perská říše – Husajn Šáh (1694–1722)